# Weidely Motors Company
Weidely Motors Company war ein US-amerikanischer Hersteller von Motoren.

## Unternehmensgeschichte
George Weidely hatte beim Automobilhersteller Premier Motor Manufacturing Company an einem V12-Motor gearbeitet. Nach einer Insolvenz 1914 verließ er das Unternehmen. Die Rechte am Motor behielt er.
1915 gründete er das Unternehmen zur Motorenherstellung. Der Sitz war in Indianapolis in Indiana. Seine Partner waren Raymond M. Owen und H. O. Smith, der ebenfalls von Premier kam.
Die Produktion ist bis 1923 überliefert. Es ist nicht bekannt, wann das Unternehmen aufgelöst wurde.

## Produkte
Das Unternehmen stellte Ottomotoren her. Sie wurden sowohl in Personenkraftwagen als auch in Nutzfahrzeugen eingebaut. Vier-, Sechs- und Zwölfzylindermotoren sind bekannt.
Abnehmer waren: Auburn Automobile Company, Austin Automobile Company, Hal Motor Car Company, H. C. S. Cab Manufacturing Company, Heine-Velox Engineering Company, Irving Automobile Company, Kissel Motor Car Company, Mercury Cars Inc., Meteor, Owen Magnetic, Pathfinder Company, Singer Motor Company, St. Louis Automotive Company, Walden W. Shaw Livery Company und Cleveland Tractor Company